# Station Goor
Station Goor is een spoorwegstation in de Nederlandse stad Goor (gemeente Hof van Twente) in de provincie Overijssel. Het station is een Waterstaatstation van de vierde klasse en is een van de vijftien stations die ooit in deze klasse is gebouwd. Het station ligt aan de spoorlijn Hengelo - Zutphen (geopend op 1 november 1865). Enige tijd heette dit station Goor Zuid.
Deze lijn wordt geëxploiteerd door Arriva onder de formule Blauwnet. Naast station Goor is ook station Delden gelegen in de gemeente Hof van Twente. Eens per half uur komen de treinen tussen Oldenzaal en Zutphen elkaar hier tegen.

## Geschiedenis
Het station werd geopend op 1 november 1865 op het traject Zutphen - Hengelo als onderdeel van de spoorlijn Zutphen - Glanerbrug.
Op 1 mei 1910 werd de spoorlijn Neede - Hellendoorn geopend voor reizigers. Deze spoorlijn kruiste de spoorlijn Zutphen - Glanerbrug, maar had een aparte verbindingsboog vanuit het zuiden naar station Goor. Even ten noorden van deze spoorkruising was station Goor West gebouwd. Station Goor had daarom na 1 juli 1920 de naam Station Goor Zuid.
Tot 15 mei 1935 behield het die naam, maar toen de spoorlijn Neede - Hellendoorn werd gesloten op 15 januari 1935, kreeg het de oude naam terug.

## Stationsgebouw
Het stationsgebouw is van het standaardtype SS 4e klasse en is ontworpen door de ingenieur Karel Hendrik van Brederode Het station werd geopend op 1 november 1865. In 1904 is aan de rechterzijde een vleugel aangebouwd.
Sinds de NS is gestopt met de kaartverkoop is het stationsgebouw veranderd in een (klein) museum.

## Sporen
Het station van Goor heeft twee sporen. De perrons zijn na ca. 1980 aan de buitenkant van de sporen gelegen, in bajonetligging. Spoor 1 ligt aan de kant van het (oude) stationsgebouw, spoor 2 ligt aan de overkant. In het midden van het station kan men de sporen oversteken. Op spoor 1 stopt de trein naar Zutphen, op spoor 2 de trein naar Oldenzaal.
De eerste treinen van de dag beginnen en de laatste eindigen in Goor, de treinstellen worden opgesteld op spoor 1. Hiervoor zijn er een aantal depotvoedingskasten aanwezig. Daardoor vertrekken de eerste treinen richting Oldenzaal ook vanaf spoor 1 in plaats van 2.

## Bediening
In de dienstregeling 2025 wordt het station door de volgende treinserie bediend:
| Serie       | Treinsoort         | Route                                | Bijzonderheden          |
| ----------- | ------------------ | ------------------------------------ | ----------------------- |
| 31200 RS 24 | Stoptrein (Arriva) | Zutphen – Goor – Hengelo – Oldenzaal | Onderdeel van Blauwnet. |

Van het busstation vertrekken bussen in verschillende richtingen. Alle busdiensten worden verzorgd door Arriva.
| Lijn | Route                                                                                 | Bijzonderheden                              |
| ---- | ------------------------------------------------------------------------------------- | ------------------------------------------- |
| 95   | Almelo - Wierden - Notter - Rijssen - Enter - Goor - Diepenheim - Geesteren - Borculo |                                             |
| 97   | Holten - Markelo - Herikerberg - Goor - Hengevelde - Sint Isidorushoeve - Haaksbergen |                                             |
| 824  | Zutphen - Hengelo - Oldenzaal                                                         | Rijdt alleen wanneer de treinen niet rijden |

Bijgewerkt op 4 december 2023

## Afbeeldingen

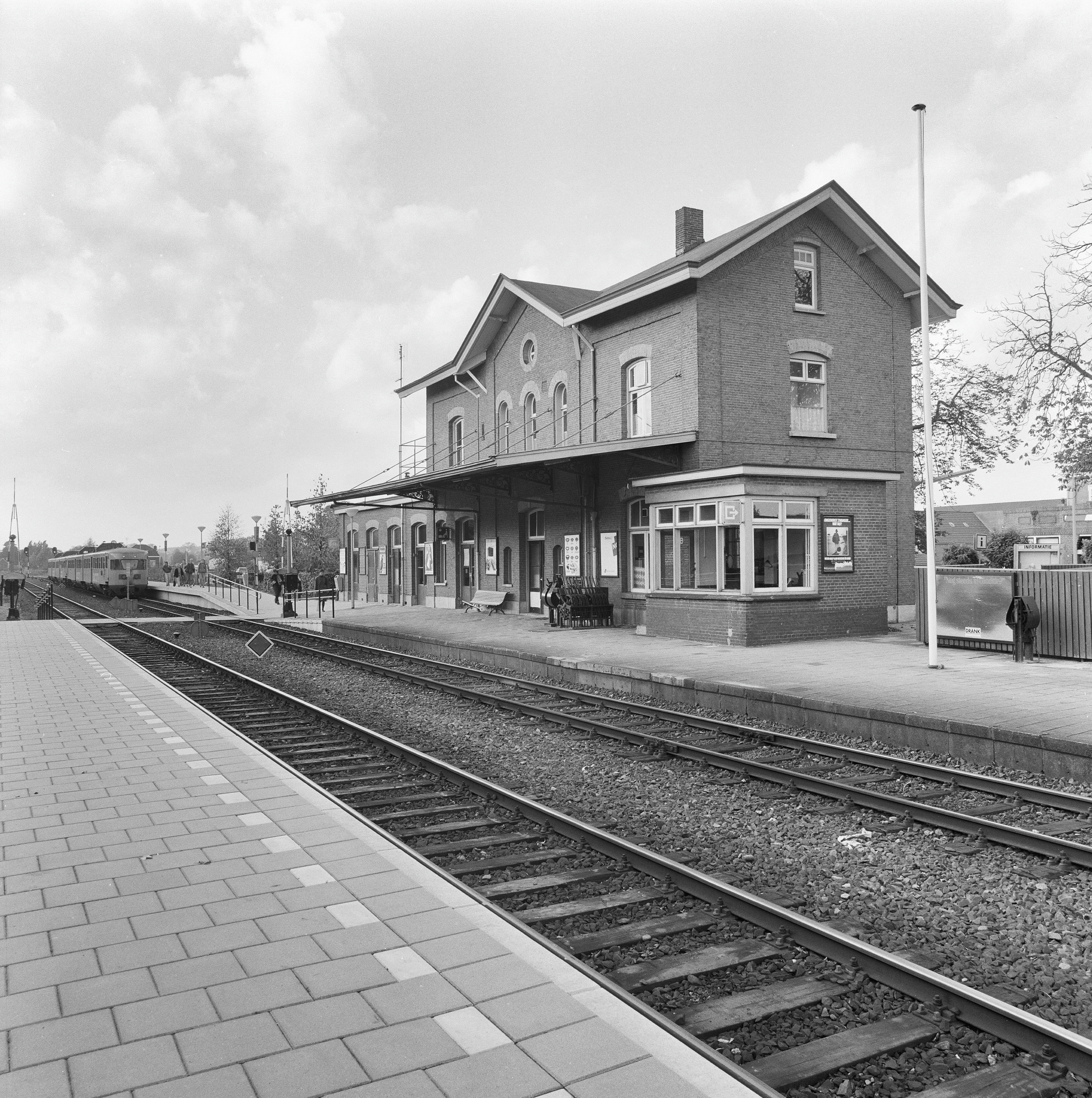
Station Goor, perronzijde in 1988
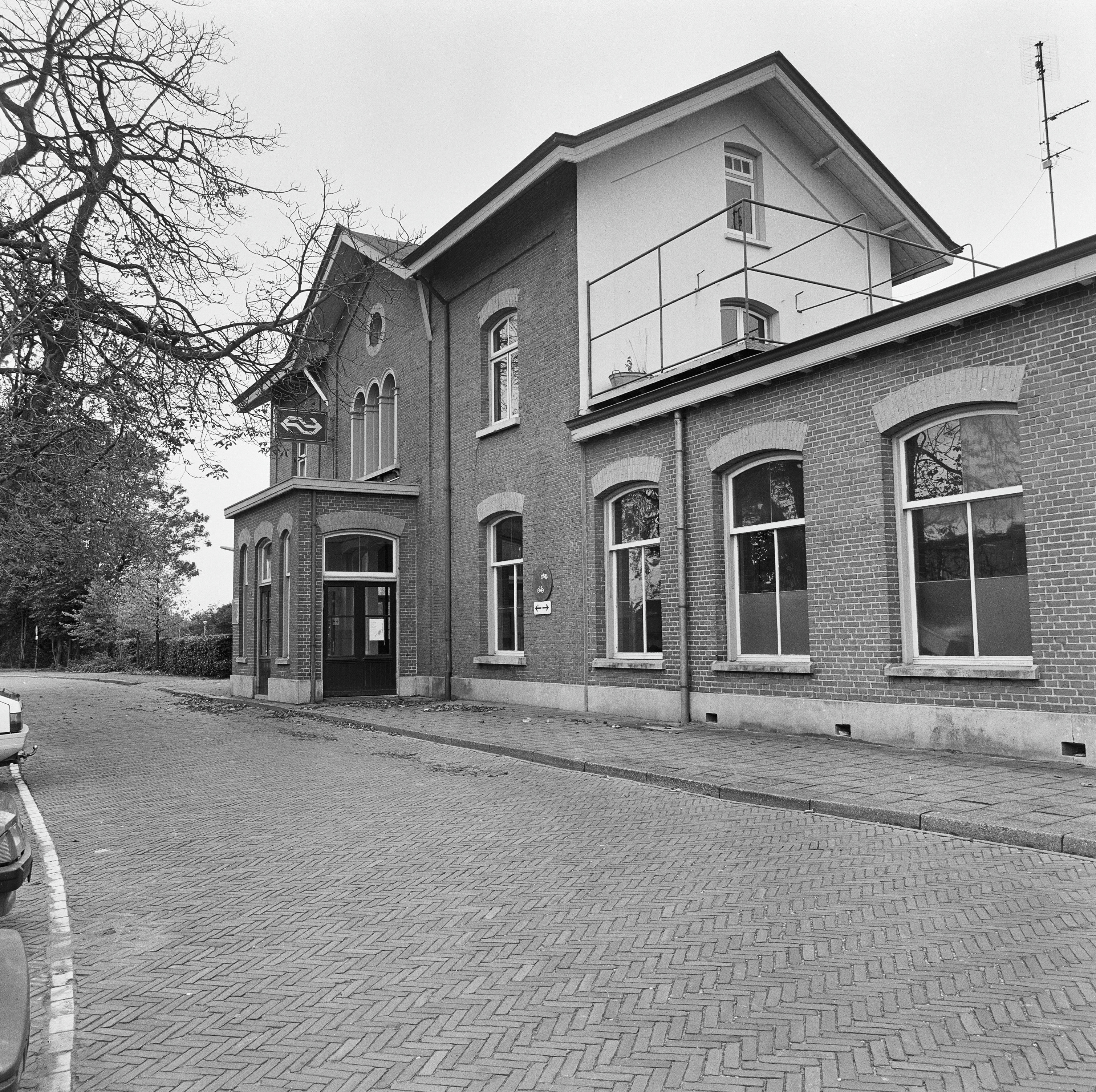
Station Goor, straatzijde in 1988
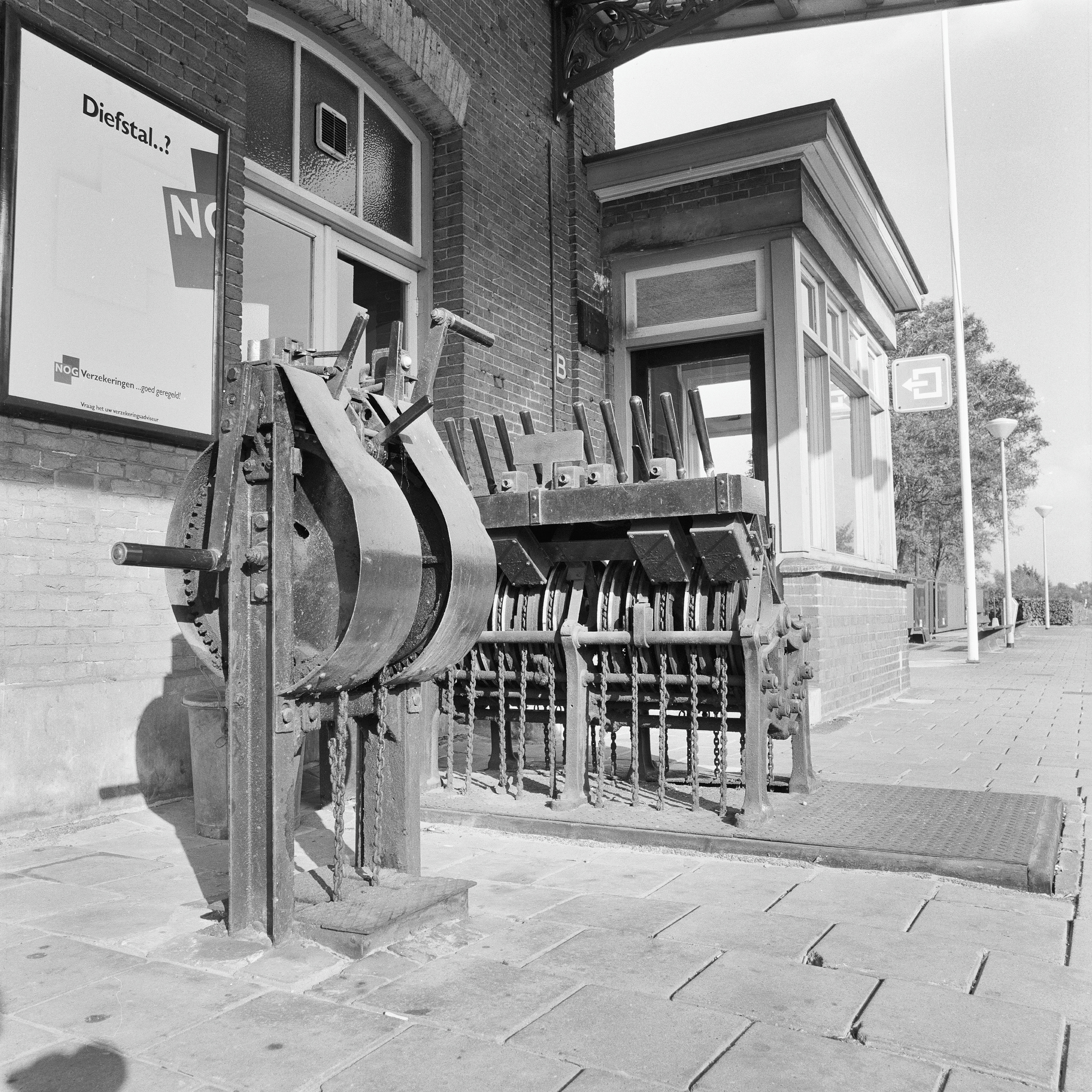
Station Goor, handelinrichting voor sein- en wisselbediening in 1987
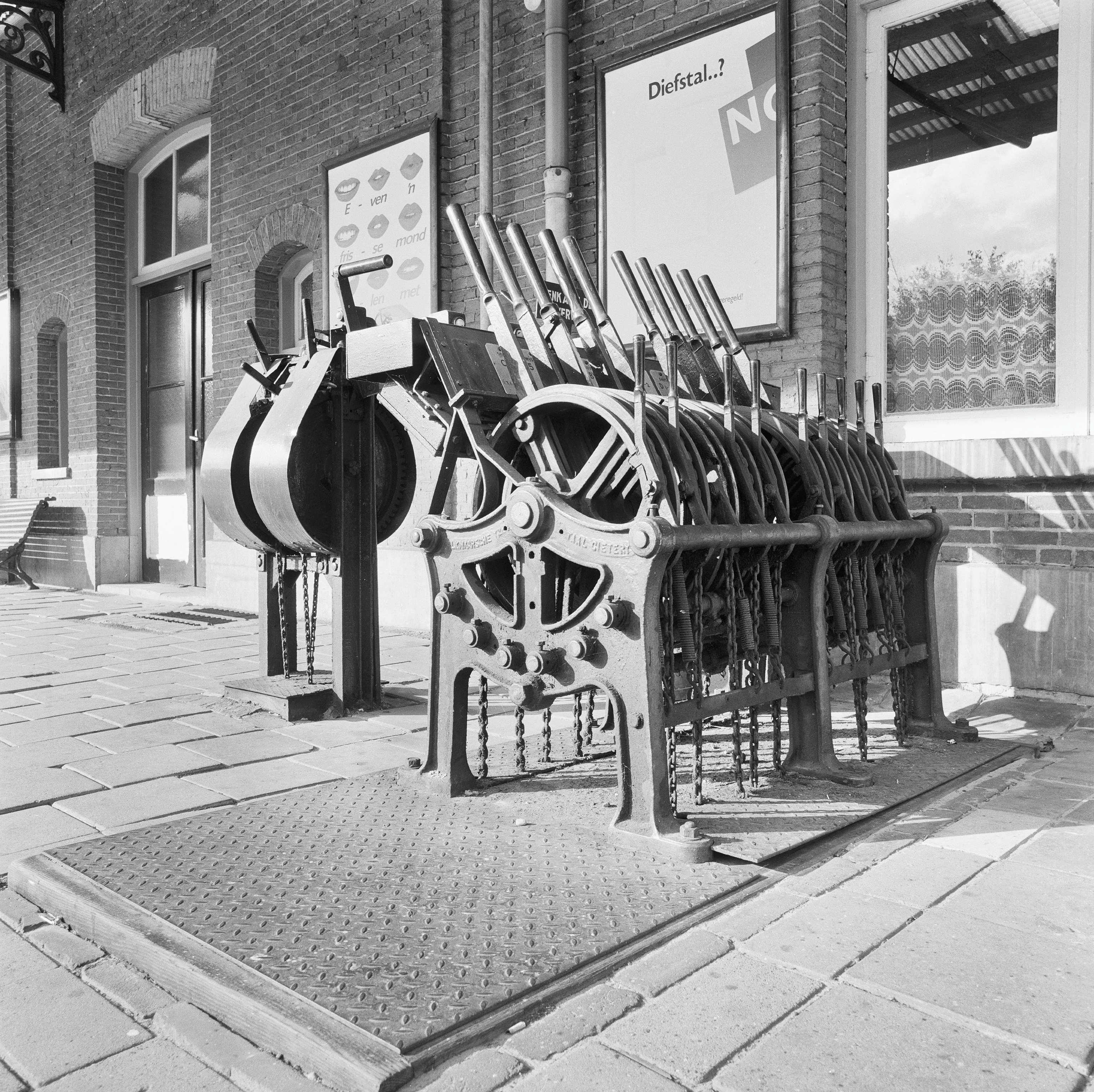
Station Goor, handelinrichting voor sein- en wisselbediening in 1987
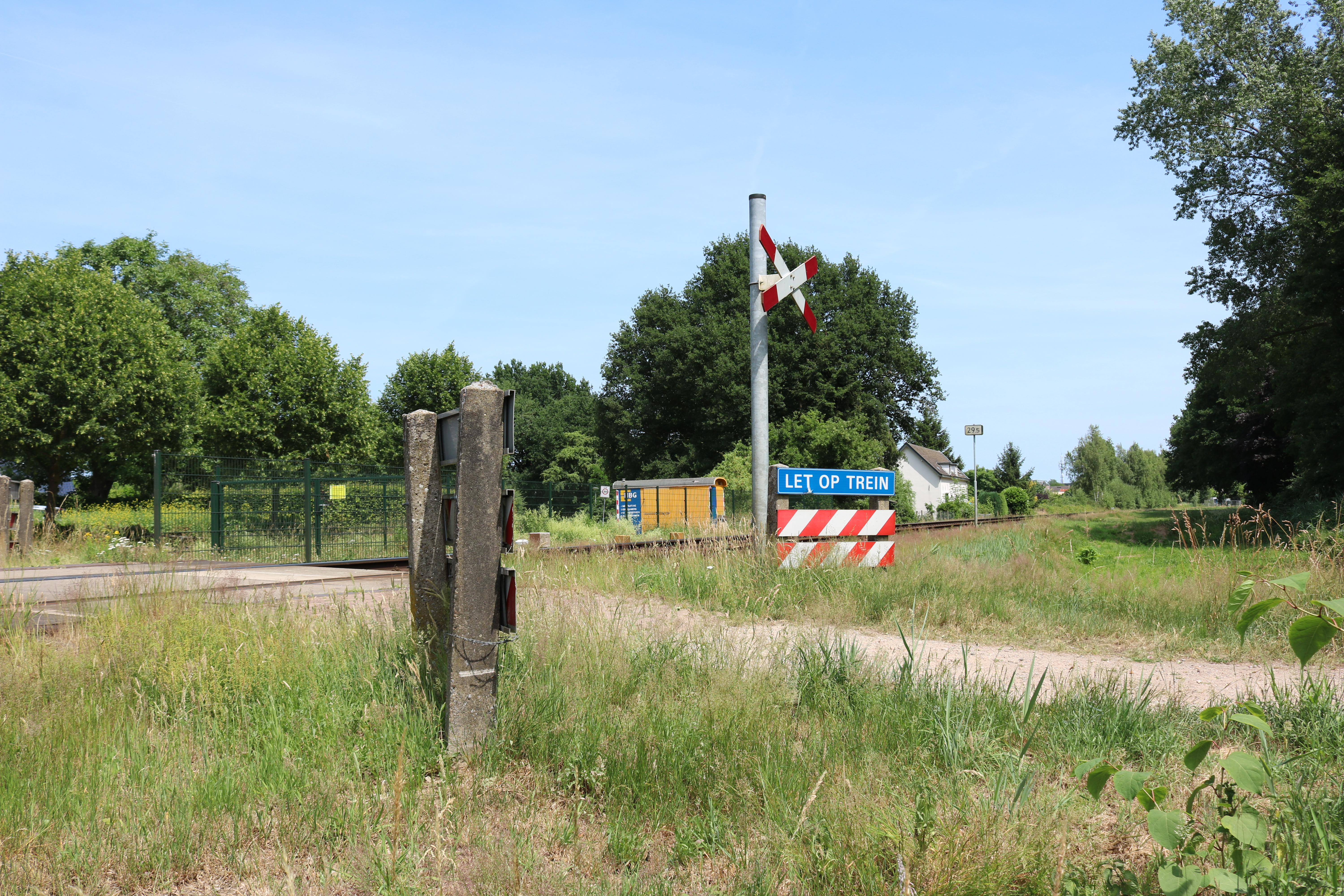
Locatie van de vroegere kruising met spoorlijn Neede-Hellendoorn, ten westen van het station